# Jean Braillon
Jean Braillon, né le 8 novembre 1922 à Sennecey-le-Grand et mort le 24 mars 2007 à Chalon-sur-Saône, est un homme politique français.

## Biographie
Agriculteur, il est conseiller général du canton de Sennecey-le-Grand de 1967 à 1979, et maire de Boyer. Suppléant d'André Jarrot, il lui succède comme député de la quatrième circonscription de Saône-et-Loire, quand ce dernier est nommé ministre, en juin 1974. Il redevient son suppléant de 1978 à 1981.